# Tullimonstrum gregarium
Tullimonstrum (il cui nome significa "mostro di Tully"), colloquialmente conosciuto anche come il Mostro di Tully, è un genere estinto di organismo bilateria vissuto nelle acque costiere poco profonde e negli estuari fangosi nel periodo geologico Pennsylvaniano, circa 300 milioni di anni fa. Il genere è noto per una singola specie, ossia T. gregarium. I fossili del Tullimonstrum sono stati ritrovati solo nei letti fossiliferi del Mazon Creek dell'Illinois, Stati Uniti. La sua classificazione tassonomica è stata oggetto di lunghe controversie, e le interpretazioni dei fossili lo hanno paragonato ai molluschi, agli artropodi, ai conodonti, ai vermi, ai vetulicoli e infine ai cordati.

## Descrizione

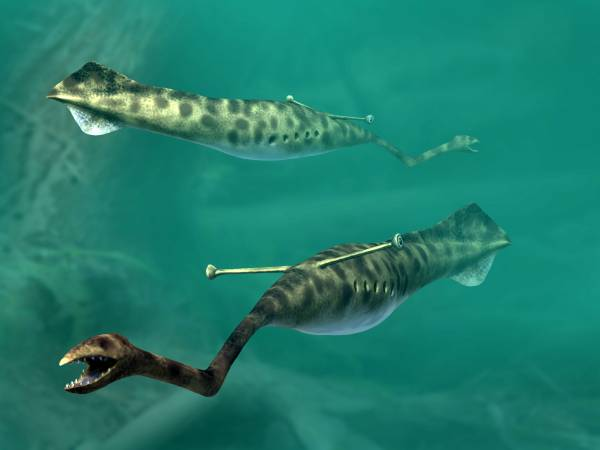
Ricostruzione artistica di T. gregarium come vertebrato, basata sugli studi di McCoy et al. (2016)

Il Tullimonstrum, probabilmente, poteva raggiungere una lunghezza fino a 35 centimetri; Gli individui più piccoli invece erano lunghi circa 8 cm.
La coda dell'animale era dotata di una coppia di alette ventrali verticali situate all'estremità del corpo (anche se la fedeltà della conservazione dei fossili del suo corpo morbido rende difficile determinare l'esatta forma), mentre all'altro capo era presente una lunga proboscide, terminante in una sorta di bocca dotata di un massimo di otto piccoli affilati denti su ciascuna delle "mascelle", con la quale l'animale poteva cercare piccole prede o detriti commestibili nei fondali fangosi. L'animale faceva parte della comunità ecologica rappresentata nel gruppo insolitamente ricco di organismi dal corpo molle che si trovano nei fossili del Mazon Creek, dal loro sito nella Contea di Grundy, Illinois.
L'assenza di parti dure nel fossile implica che l'animale non disponesse di organi composti di osso, chitina o carbonato di calcio. Al contrario, ci sono prove di strutture interne ripetute serialmente, la testa è poco differenziata, ma presenta due strutture trasversali sporgenti che terminano in due organi rotondeggianti. All'interno di un esemplare, questi organi rotondeggianti sono associati a del materiale scuro identificato come melanosomi (contenente il melanino pigmentato). La loro forma e la struttura ricavata dall'analisi di queste strutture, hanno portato alla loro interpretazione come gli occhi dell'animale, che per questo possedeva una vita un occhio a fotocamera. Il Tullimonstrum possedeva strutture che sono state interpretate come branchie lungo i lati del corpo, e un possibile notocordo o un rudimentale midollo spinale.

## Classificazione

### Argomenti a favore delle affinità con i vertebrati
Nel 2016, uno studio morfologico ha dimostrato che il Tullimonstrum potrebbe essere un vertebrato basale, e quindi un membro del phylum Chordata, lo stesso studio suggerisce inoltre che il Tullimonstrum si strettamente imparentato con le moderne lamprede. Questa affinità è stata attribuita sulla base degli artipali cartilaginei pronunciati, della pinna dorsale e la pinna caudale asimmetrica, i denti cheratinosi, le narici uniche e le cartilagini tectali dell'animale, tutte caratteristiche presenti nelle moderne lamprede. McCoy et al. ha perciò sollevato l'ipotesi che il Tullimonstrum possa appartenere ad un gruppo ancestrale di lamprede, ma che possiede anche molte caratteristiche assenti nei Cyclostomes (lamprede e missiniformi). Un secondo studio ha trovato ulteriori prove che il Tullimonstrum fosse un vertebrato basale: un occhio conservato in un esemplare, preservava dei melanosomi cilindrici e sferoidi disposti in strati distinti. Questi pigmenti oculari e la loro struttura unica sono stati interpretati come un epitelio pigmentato retinico (RPE), indicando per la prima volta che gli organi a barra erano davvero occhi. Inoltre, Clements et al. hanno confermato chimicamente la presenza di melanina fossile in contrasto con gli ommocromi o la pterina (pigmenti oculari presenti in molti gruppi di invertebrati). Anche se i pigmenti oculari di molti gruppi di invertebrati sono stati poco studiati, vi è una forte evidenza che la doppia morfologia melanosomiale e la presenza di un RPE sono un tratto univoco di un vertebrato.

### Argomenti a favore delle affinità con gli invertebrati

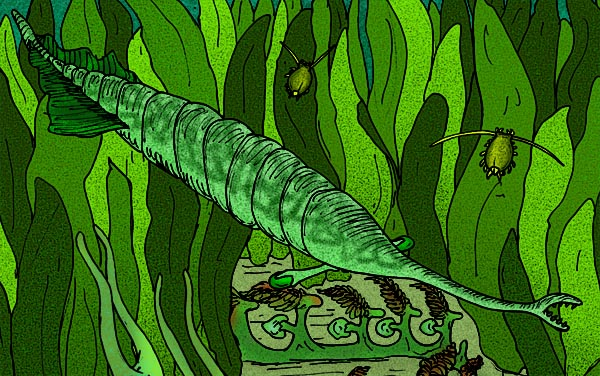
Ricostruzione artistica di T. gregarium come invertebrato, basata sugli studi di Sallen et al (2017)

Tuttavia, uno studio del 2017 ha respinto le conclusioni citate sopra. In primo luogo, è stato notato che anche la presenza dei due tipi di melanosomi è variabile tra i vertebrati; difatti i pesci ne sono privi, e i moderni squali, nonché le forme estinte ritrovate nell'area di Mazon Creek, come il Bandringa, hanno melanosomi sferoidi. Inoltre, il supposto notocordo si estende oltre il livello degli occhi, cosa assente in tutti i vertebrati; anche se fosse un notocordo, la presenza di notocordi non è limitata ai vertebrati. Sono state citate ulteriormente critiche per individuare i blocchi del corpo variamente come sacchetti e blocchi muscolari (miomeri), nonostante la mancanza di differenziazione nella struttura di questi blocchi. Nei vertebrati, i miomeri sono anche più sottili, e si estendono lungo tutta la lunghezza del corpo piuttosto che fermarsi alla testa. Al contempo, le branchie delle lamprede sono estensioni accoppiate piuttosto che strutture segmentate e sono di solito incorporate in uno scheletro complesso, nessuno dei quali è il caso di Tullimonstrum.
Altre identificazioni delle strutture del tessuto molle sono state considerate ugualmente problematiche. Il presunto cervello non possiede alcun tessuto nervoso associato e non è connesso agli occhi, e il presunto fegato è situato sotto la gola, al contrario dei moderni vertebrati. La "bocca" nella parte anteriore della proboscide è stata descritta come gnathostomata, ossia provvista di file di denti distinte, nonostante le lamprede abbiano "campi di denti" nell'interno della bocca. Ciò richiederebbe la rievoluzione convergente delle mascelle di afferraggio. Inoltre, la sottile proboscide congiunta non è coerente con un ruolo nell'alimentazione a pressione o in aspirazione, che è il metodo di alimentazione tipicamente utilizzato per i vertebrati in acqua; I sacchetti di zavorra avrebbero ulteriormente ostacolato il flusso d'acqua.
Lo studio ha inoltre osservato che gli occhi, gli alveoli e le cervezze sono anche presenti negli anomalocarididi, e che anche l'Opabinia aveva un simposio simile. Mentre le affinità con gli artropodi sono state respinte con l'ipotesi che altri artropodi di Mazon Creek siano conservati in tre dimensioni con carbonizzazione dell'esoscheletro, questo non è effettivamente il caso. Sebbene gli artropodi non dispongano dei melanosomi dei vertebrati, alcuni di essi hanno convergentemente evoluto cellule sferoidali che possono essere conservate allo stesso modo; Tuttavia, questi pigmenti (ommocromi e pterini) hanno firme chimiche uniche che non sono state ritrovate negli occhi del Tullimonstrum. Sallen et al. ha anche suggerito che i molluschi avessero occhi convergentemente complessi come la camera-melanosomi, ma non hanno rilevato che nessun mollusco conosciuto con due morfologie di melanosomi. Ulteriori somiglianze (come il cervello lobato, le bande muscolari, la coda, la proboscide e i denti) potrebbero sostenere un'eventuale affinità con i molluschi. Anche se l'occhio del Tullimonstrum è omologo con i vertebrati, potrebbe essere una tunicata (le cui larve hanno occhi pigmentati e pinne caudali), una lancele o un enteropneusto (entrambi dotati di aperture girate e un notocordo) oppure un vetulicoliano.

## Storia della scoperta

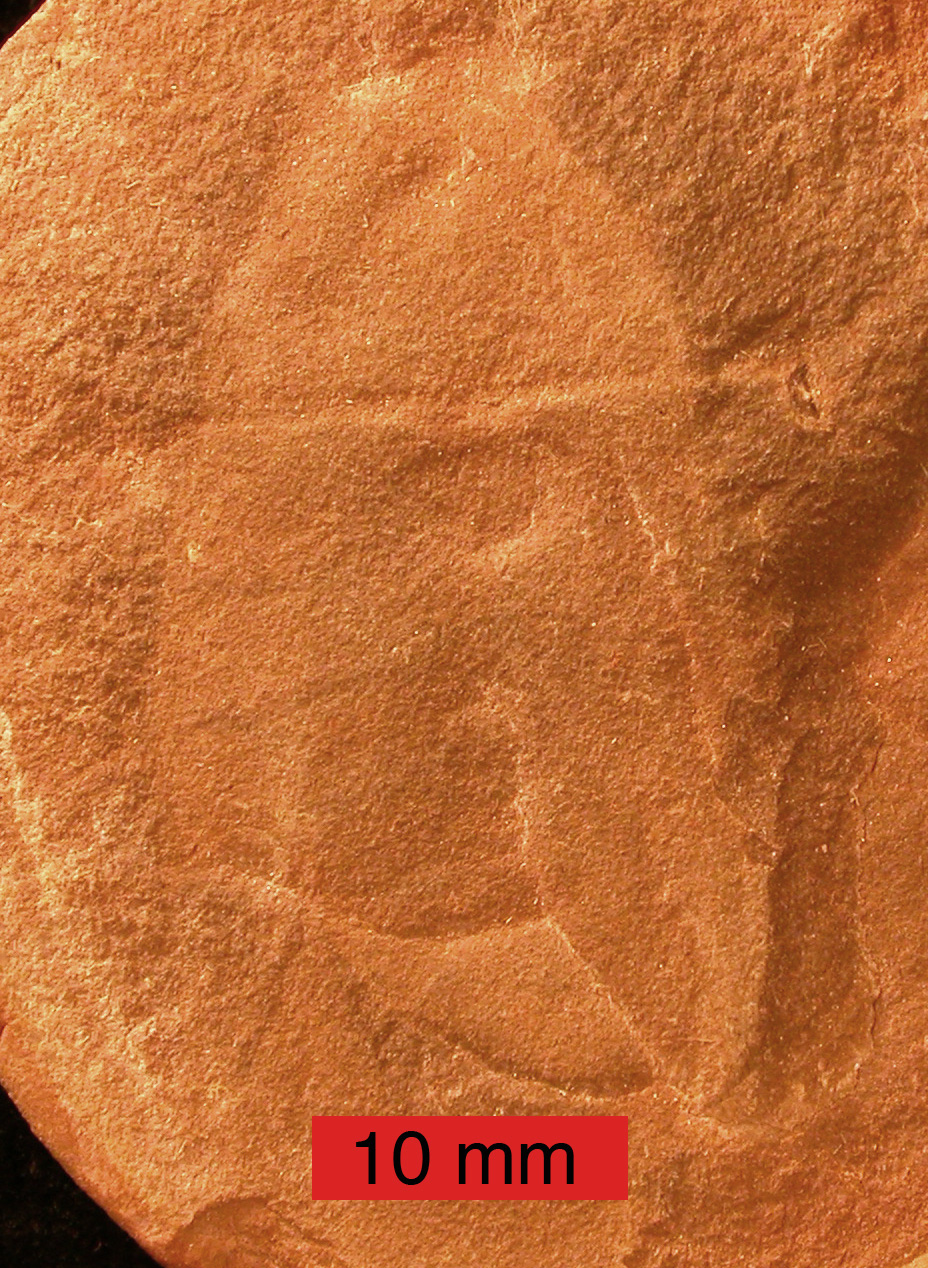
Fossile di T. gregarium, in rilievo gli occhi ad asticella

Nel 1955, il collezionista di fossili dilettante Francis Tully ritrovò il primo fossile di Tullymonstrum in un letto fossile conosciuto come la Formazione di Creek Mazon. Tully portò il fossile della strana creatura al Field Museum of Natural History, ma i paleontologi rimasero stupiti ed interdetti dinanzi all'aspetto della creatura non riuscendo a trovare il phylum a cui il Tullimonstrum apparteneva. La specie Tullimonstrum gregarium (il cui nome significa "il comune mostro di Tully"), come questi fossili successivamente vennero chiamati, prende il nome del genere da Francis Tully, suo scopritore, mentre il nome della specie, gregarium, significa "comune" e riflette la sua abbondanza all'interno della formazione. Il termine monstrum ("mostro") si riferisce all'aspetto bizzarro della creatura.
Il fossile è rimasto "un puzzle", e le varie interpretazioni (tra cui quelle prima citate) lo hanno paragonato ad un verme, un mollusco, un artropode, un conodonte o un vertebrato. Dal momento che sembrava mancare delle caratteristiche del noto phyla moderna, è stato ipotizzato che fosse un rappresentante di un gruppo stelo a uno dei tanti phyla di vermi che sono mal rappresentati oggi. Sono state osservate diverse analogie con alcuni organismi fossili cubani. Chen et al. hanno proposto una possibile somiglianza con Vetustovermis planus. Altri, invece, indicavano una somiglianza generale tra il Tullimonstrum e l'Opabinia, anche se Cave et al. hanno osservato che erano troppo morfologicamente dissimili per essere correlati.

## Paleoecologia
Il Tullimonstrum era, probabilmente, un carnivoro in grado di nuotare grazie al movimento della coda, e che abitava in acque marine aperte, anche se talvolta si avvicinava alle coste o agli estuari fangosi, in cui si sono formati i fossili che conosciamo oggi.

### Tafonomia

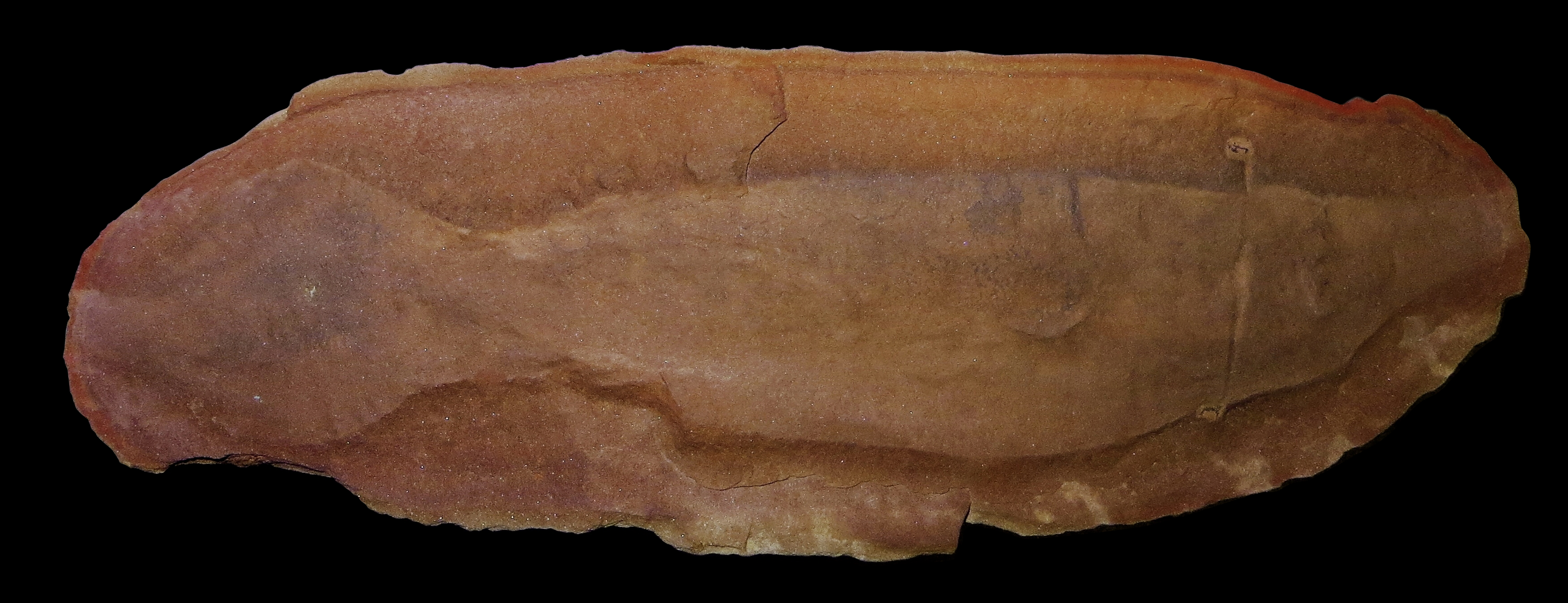
Fossile di T. gregarium, al Museo Civico di Storia Naturale di Milano. In particolare si possono notare le strutture di sostegno degli occhi

La formazione dei fossili della Mazon Creek è piuttosto insolita. Quando le creature morivano venivano rapidamente sepolte in un lavaggio silvestre. I batteri che decomponevano le piante e gli animali rimasti nel fango hanno prodotto anidride carbonica nei sedimenti attorno ai resti. Il carbonato combinato con il ferro della falda acquifera intorno ai resti, formò noduli incrociati di siderite. L'organismo veniva così entombato, ritardando il decadimento e permettendo un'immagine dell'organismo di conservarsi. Va notato che i meccanismi di conservazione nel Mazon Creek sono ancora poco compresi.
La combinazione di rapida sepoltura e rapida formazione di siderite hanno portato ad un'eccellente conservazione di molti animali e piante entombate nel fango. Di conseguenza, i fossili del Mazon Creek sono uno dei più importanti Lagerstätten del mondo, o gruppi concentrati di fossili. La rapida sepoltura e la compressione hanno spesso causato il piegarsi delle carcasse di Tullimonstrum e altri animali di Mazon Creek.
La proboscide dell'animale è raramente conservata nella sua interezza; È completa solo in circa il 3% degli esemplari. Tuttavia, una parte dell'organo è conservata in circa il 50% dei casi.

## Nella cultura di massa
Una satira del 1966 ha fatto finta che i rappresentanti moderni del Tullymonstrum fossero stati ritrovati in Africa, il che ha portato ad una spedizione pianificata che è stata annullata poco dopo quando la frode è stata scoperta.
Nel 1989, il Tullimonstrum gregarium è stato nominato ufficialmente il Fossile di Stato dell'Illinois.